# Association des sourds britanniques
L'Association des sourds britanniques (British Deaf Association) est une association de sourds britanniques qui communiquent par la langue des signes britannique. Elle est créée le 24 juillet 1890 à Leeds par Francis Maginn.
Depuis 1990, l'association des sourds britanniques lutte pour la reconnaissance de la langue des signes britannique.

## Histoire
Le 24 juillet 1890 à Leeds, Francis Maginn fonde l'association British Deaf Association.
En 1983, John Jock Young est le premier président sourd de l'Association des sourds britanniques,.

### Liste de président
- 1890 - ? : William Blomefield Sleight
- 1983 - ? : John Jock Young

## Personnalités liées
- Diana Spencer, l’ancienne présidente (1983-?)[3].
- Paddy Ladd, le sourd militant et le créateur du thème « Deafhood ».